# Landgericht Göttingen

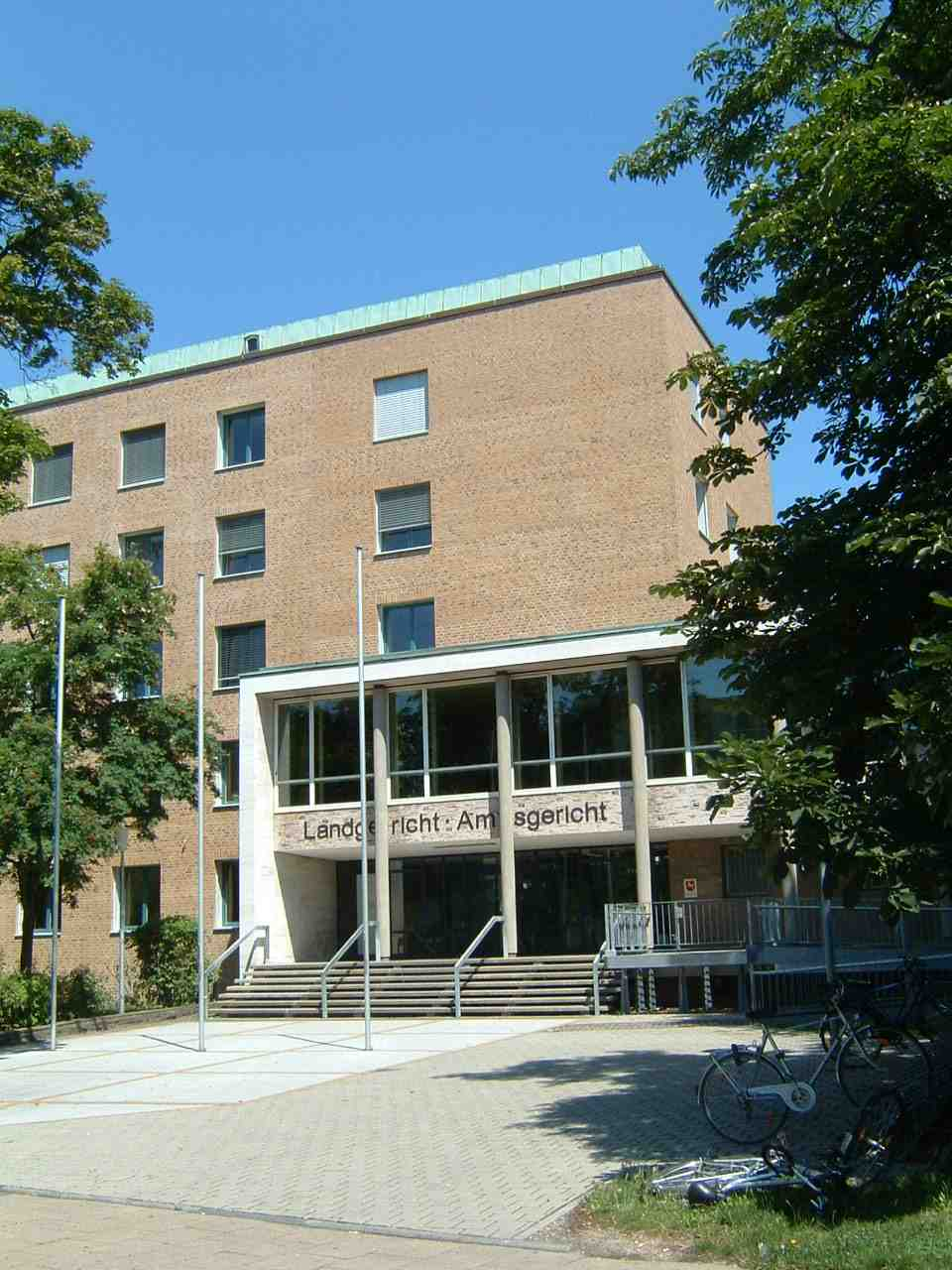
Der gemeinsame Eingang von Landgericht und Amtsgericht Göttingen. Die Räumlichkeiten des Landgerichtes finden sich hauptsächlich im vorderen Teil des Gebäudekomplexes (2005)

Das Landgericht Göttingen ist neben dem Landgericht Braunschweig eines von zwei Landgerichten im Bezirk des Oberlandesgerichts Braunschweig. Es hat seinen Sitz in Göttingen.

## Geschichte
Noch im 18. Jahrhundert war die Gerichtsorganisation in Göttingen überaus unübersichtlich. Es existierten in der damals nur etwa 7000 Einwohner zählenden Stadt zwölf verschiedene Gerichte erster Instanz. Das 1529 eingerichtete Hofgericht für das Fürstentum Calenberg-Göttingen war in Hann. Münden ansässig. Dabei handelte es sich um ein Rechtsmittelgericht. Es hatte aber auch erstinstanzliche Zuständigkeiten für die privilegierten Stände. Die oberste Instanz für ganz Hannover und damit auch für Göttingen war seit 1711 das Oberappellationsgericht in Celle. Die Restauration nach der französischen Besatzung brachte 1817 die königlich-hannoversche Justizkanzlei hervor, der zum 1. Oktober 1852 das Obergericht Göttingen nachfolgte. In den Bezirken des Obergerichtes Göttingen sowie dem 1859 aufgelösten und Göttingen zugeschlagenen Obergericht Osterode bestanden 1852 25 Amtsgerichte. Daneben gab es noch das Universitätsgericht der Universität Göttingen, das zuständig für Zivil- und Strafsachen sowie Angelegenheiten der freiwilligen Gerichtsbarkeit der Studenten und Universitätsbediensteten war. Die große Anzahl kleiner Amtsgerichte erwies sich aber schon bald als unpraktikabel, so dass schon 1859 viele Amtsgerichte aufgehoben und den Bezirken anderer Gerichte zugeschlagen wurden. 
Mit den Reichsjustizgesetzen von 1879 wurde aus dem Obergericht Göttingen das Landgericht Göttingen. Der Bezirk des Landgerichts bestand aus den Kreisen Einbeck, Göttingen und Osterode sowie dem größten Teil des Landkreises Zellerfeld. Im Landgerichtsbezirk wohnten 1888 zusammen 228.572 Personen. Am Gericht waren ein Präsident, zwei Direktoren und 7 Richter beschäftigt. Am Amtsgericht Celle war eine Strafkammer eingerichtet. Dem Landgericht waren 12 Amtsgerichte zugeordnet. Dies waren die Amtsgerichte Duderstadt, Einbeck, Gieboldehausen, Göttingen, Herzberg, Moringen, Münden, Northeim, Osterode, Reinhausen, Uslar und Zellerfeld.
Das Universitätsgericht wurde dann auch aufgelöst. Nach 1945 wurde die Justiz in Südniedersachsen unter dem unbelasteten Landgerichtspräsidenten Walter Meyerhoff neu wieder aufgebaut. Das Landgericht Göttingen gehörte zunächst zum Bezirk des Oberlandesgerichts Celle, das neben den Oberlandesgerichten (OLG) in Braunschweig und Oldenburg das mit Abstand größte OLG in Niedersachsen war. Nach 1945 kamen Diskussionen auf, ob das OLG Braunschweig als nunmehr kleinstes niedersächsisches OLG aufgelöst werden sollte. Zur Rettung des OLG wurden Stimmen laut, das Landgericht Göttingen sollte dem Bezirk des OLG Braunschweig zugeschlagen werden. Auf politischer Ebene hatten diese Initiatoren den damaligen Verwaltungsrichter, Landtagsabgeordneten und späteren Wissenschaftsminister Thomas Oppermann auf ihrer Seite. Auch der damalige niedersächsische Innenminister Gerhard Glogowski unterstützte frühzeitig diesen Vorschlag und brachte mit Oppermann zusammen die SPD-Landtagsfraktion auf ihre Seite. Die Celler Anwaltschaft protestierte energisch gegen die Abtrennung und erreichte es, die CDU-Fraktion im Landtag auf ihre Seite zu bekommen. Zum Abschluss einer kontroversen Diskussion beschloss der niedersächsische Landtag am 18. Juni 1997 mit Mehrheit per Gesetz, dass zum 1. Januar 1998 der gesamte Bezirk des Landgerichts Göttingen aus dem Oberlandesgerichtsbezirk Celle in den Oberlandesgerichtsbezirk Braunschweig überführt wird. Ein Versuch der Celler Anwaltschaft, das Gesetz mit einer Verfassungsbeschwerde aufzuhalten, scheiterte.

## Gerichtsgebäude
Das Landgericht Göttingen hatte seinen Sitz zunächst in der Innenstadt am Waageplatz 7, in dem Gebäude, in dem ursprünglich das Obergericht Göttingen saß und heute die Staatsanwaltschaft Göttingen ihren Sitz hat. Das Gebäude hatte sich aber schon in den 1930er Jahren als zu klein erwiesen. Die Planungen für einen Neubau konnten aber erst nach dem Zweiten Weltkrieg realisiert werden. Im Jahre 1958 konnte dann das neue Gebäude an der Berliner Straße am Innenstadtrand bezogen werden. Aber auch dieses erwies sich bald als zu klein. Im Jahre 1992 konnten die Strafabteilungen in den neugebauten Anbau umziehen. Die Verwaltung und die Zivilabteilungen sind weiterhin im vorderen Teil des Gebäudekomplexes untergebracht (siehe Foto); der Haupteingang hat die Adresse Maschmühlenweg 11.

## Landgerichtsbezirk
Zum Bezirk des Landgerichts Göttingen gehören die Amtsgerichte Duderstadt, Einbeck, Göttingen, Hann. Münden, Herzberg am Harz, Northeim und Osterode am Harz. Das Landgericht Göttingen hat etwa 478.877 Gerichtseingesessene. Im Bezirk des Landgerichts Göttingen sind etwa 567 Rechtsanwälte zugelassen (Stand 2004).

## Organisation
Von 2010 bis 2016 war Hans-Georg Haase Präsident des Landgerichts; im Herbst 2016 wurde Gabriele Immen seine Nachfolgerin. Für das Geschäftsjahr 2004 wurde festgelegt, dass bei dem Landgericht Göttingen zwölf Zivilkammern, davon zwei Kammern für Handelssachen, neun große Strafkammern, sieben kleine Strafkammern, eine große und drei kleine Strafvollstreckungskammern sowie zwei Kammern für Bußgeldsachen gebildet werden. Das Landgericht Göttingen hatte 2004 29 Richterstellen. Am Landgericht Göttingen läuft seit 2002 mit einigem Erfolg ein Modellprojekt des Landes Niedersachsen zur richterlichen Mediation von Zivilstreitigkeiten.